# Mury (album)
Mury – album studyjny Przemysława Gintrowskiego, Jacka Kaczmarskiego i Zbigniewa Łapińskiego wydany w 1981 roku przez Wifon. Album jest zapisem programu stworzonego jeszcze w 1978 roku, który początkowo grany był na scenie warszawskiego Teatru „Na Rozdrożu”.
Nagrania zrealizowano w studiach S-1 i M-1 w Warszawie 12–16 września 1980 roku.

„Mury” to coś w rodzaju minioratorium o ograniczeniach jednostki, ograniczeniach wszelkiego rodzaju – od politycznych do egzystencjalnych, od społecznych do indywidualnych – zawartych w samej naturze człowieka.

## Twórcy[1]
- Przemysław Gintrowski – śpiew, gitara
- Jacek Kaczmarski – śpiew, gitara
- Zbigniew Łapiński – fortepian

Słowa:
- Jacek Kaczmarski – 1, 2, 5, 7, 8, 10, 13, 15, 16
- Zbigniew Herbert – 9, 12, 14
- Krzysztof Maria Sieniawski – 3, 4, 6
- Mieczysław Jastrun – 11

Muzyka:
- Jacek Kaczmarski – 1, 2, 7, 8, 10, 13, 15
- Przemysław Gintrowski – 3-6, 9, 11, 12, 14
- Lluís Llach y Grande – 16

## Lista utworów[1]
1. „Ze sceny” (02:44)
2. „Encore, jeszcze raz” (04:32)
3. „Pani Bovary” (02:09)
4. „Przyjaciele, których nie miałem” (03:26)
5. „Pejzaż z szubienicą” (03:44)
6. „Śmiech” (03:57)
7. „Casanova – Fellini. Scena niemiecka” (05:07)
8. „Pompeja” (03:14)
9. „Kraj” (01:49)
10. „Krajobraz po uczcie” (03:08)
11. „Dziady” (03:01)
12. „Cesarz” (02:27)
13. „Starzy ludzie w autobusie” (02:19)
14. „Mur” (02:06)
15. „Źródło” (03:39)
16. „Mury” (04:27)

## Wydania[1]
- 1981 – Wifon – licencja Polskie Radio (kaseta, nr kat. CK-0159A). W stosunku do oryginalnego programu brakuje 2 utworów (Encore, jeszcze raz, Przyjaciele, których nie miałem).
- 1989 – Agencja fonograficzna Modus (kaseta). W stosunku do oryginalnego programu brakuje 2 utworów (jw.)
- 1990 – Wifon – licencja Polskie Radio (płyta winylowa, nr kat. LP-165). W stosunku do oryginalnego programu brakuje 2 utworów (jw.)
- 1991 – Pomaton EMI (kaseta, nr kat. POM 005). Oryginalna liczba utworów.
- 1999 – Reedycja Pomaton EMI (CD, nr kat. 5228392E).
- 2004 – Album włączony do Syna marnotrawnego – zestawu 22 płyt wydanego przez Pomaton EMI.
- 2007 – Włączony do Arki Noego – zestawu 37 płyt wydanego przez Pomaton EMI.